# Османское барокко
Османское барокко (Сельджукское барокко) — архитектурный стиль, возникший в Османской империи XVIII-XIX века под влиянием европейского (французского) барокко. Архитекторами, творившимм в этом стиле были Бальяны, а также Мехмед Тахир Ага. Ярким представителем этого направления является двухэтажный дворец Кючюксу, который содержит залы с огромными окнами и зеркалами, хрустальными люстрами и золотым декором. Характерным элементом архитектуры барокко был лепной орнамент с растительными (розы, мальва, гвоздики) и животными (улитки, бабочки) образами. В барочном стиле оформлялись также мечети (Ортакёй) и фонтаны. Во внешней отделке широко применялся мрамор.